# Belonogaster bidentata
Belonogaster bidentata är en getingart som beskrevs av Kirby 1884. Belonogaster bidentata ingår i släktet Belonogaster och familjen getingar. Inga underarter finns listade.